# Galleguita
Galleguita es una película de Argentina en blanco y negro dirigida por Julio Irigoyen según su propio guion que se estrenó el 28 de junio de 1940 y que tuvo como protagonistas a Haydée Larroca, Perla Mary, Inés Murray y Enrique Vimo. Con la misma dirección hubo una película muda homónima en 1925.

## Reparto
- Jorge Aldao
- Roberto Díaz
- Álvaro Escobar
- Haydée Larroca
- Perla Mary
- Inés Murray
- Enrique Vimo
- Arturo Valdez
- Cecilia Méndez
- Carlos Camacho

## Producción
El filme fue producido por Buenos Aires Film, una empresa dirigida por Julio Irigoyen que se caracterizaba por producir filmes clase “C” de muy bajo presupuesto y poca calidad artística, que en general eran historias con los personajes característicos de la ciudad: guapos prostitutas, cantores de tango, jugadores en oscuros cafetines, hipódromos y salones aristocráticos. La mayoría eran películas de gauchos o típicamente porteñas, con tango o con canciones de tierra adentro. Es dificultoso acceder a información sobre esas películas, en primer lugar porque una parte no se estrenó en Buenos Aires sino en las provincias del interior de Argentina y también en otros países de América Latina, en segundo término porque Irigoyen no conservaba los negativos y en tercer lugar por el escaso interés que tenía por ellas la prensa especializada.

## Comentarios
El Heraldo del Cine escribió:

«El diálogo es altisonante, con tergiversaciones que provocan risa en un espectador de ciertas exigencias.»

Manrupe y Portela dicen del filme:

«Tanguería elemental del rey de las quickies de complemento.»

Héctor R. Kohen opina que éste era uno de los filmes de Irigoyen que servían como propaganda de los méritos de una orquesta, como en el caso la de Enrique Lomuto.